# Хаусвольф, Карл Микаэль фон
Карл Микаэль фон Хаусвольф (швед. Carl Michael von Hausswolff, род. 13 октября 1956, Линчёпинг, Швеция) — композитор и визуальный художник, живет и работает в Стокгольме, Швеция. Его основными инструментами являются записывающие устройства (камера, кассетный магнитофон, радар, гидролокатор), используемые для постоянного исследования электричества, частот, архитектурного пространства и паранормальных электронных помех. Основные работы были представлены на выставках и биеннале Манифест (1996), documenta X (1997), Johannesburg Biennale (1997), Sound Art — Sound as Media at ICC (англ. Звуковое искусство - Звук в качестве медиа в СМИ) в Токио (2000), Венецианская биеннале (2001, 2003 и 2005) и Portikus во Франкфурте (2004). Хауссвольф получил премию Prix Ars Electronica в сфере цифровой музыки, в 2002 году.

## Биография
Фон Хауссвольф родился в Линчёпинге. Он является экспертом в работе Фридриха Юргенсона (швед. Friedrich Jürgenson), исследователя феномена электронных голосов (ФЭГ), который утверждал, что обнаружил голоса мертвых в скрытых радиопомехах. Звуковые работы Хауссвольфа — это интуитивные исследования электричества, частоты и тона. Соавторами являются Эрик Паусер (швед. Erik Pauser), с которым он работал в Phauss (1981—1993), Лейф Эльггрен (швед. Leif Elggren) и Джон Дункан (англ. John Duncan). Он также сотрудничает с ФЭГ-исследователем Майклом Эспозито (англ. Michael Esposito), режиссером Томасом Норданстадом, музыкантом Грейамом Льюисом (англ. Graham Lewis) и Жаном-Луи Хухта (швед. Jean-Louis Huhta) из группы OSCID.
Хауссвольф является со-монархом (вместе с Лейфом Эльггреном) проекта концептуального искусства «Королевство Эльгаланд-Варгаланд» (англ. The Kingdoms of Elgaland-Vargaland) (KREV). Эта «страна» имеет свой гимн, флаг, герб и валюты, граждан и министров.
Последние аудио-работы: «800 000 секунд в Харэр» (англ. "800 000 Seconds In Harar" (Touch)), «Передача материи» (англ. "Matter Transfer" (iDeal)), «Чудесный мир мужской интуиции» (англ. "The Wonderful World of Male Intuition" (Oral)), «Вокруг центра Хэнкока не летают вороны» (англ. "There Are No Crows Flying around the Hancock Building" (Lampo)), «Крысы» (англ. Rats), «Опарыши» (англ. Maggots) и «Жуки» (англ. Bugs), «Три переполненных города…» (англ. "Three Overpopulated Cities..." (Sub Rosa)), «Лекция об ошибках в архитектуре» (англ. "A Lecture on Disturbances in Architecture" (Firework Editions)), «Мощность» (швед. Ström) и «Пиявки» (англ. "Leech" (both on Raster-Noton)).
Другие визуальные произведения включают «Красный бассейн» (англ. Red Pool) (Cities on the Move, Бангкок, 1999), «Красная ночь» (англ. Red Night) (SITE Santa Fe, Санта-Фе, 1999), «Красный код» (англ. Red Code) (CCA Kitakyushu, Китакюсю, 2001), «Красная пустота» (англ. Red Empty) (Lampo/WhiteWalls, Чикаго, 2003), и «Red Mersey» (Ливерпуль Биеннале, 2004).
Карл также куратор и продюсер саунд-инсталляции «Частота ожидания» (англ. Freq out), которая была показана в Музее современного искусства (Стокгольм), Центре искусств Хени-Унстад (Осло), на фестивале Sonambiente (Берлин) и других местах.
Примерно в 1986 году он основал шведский независимый лейбл «Radium 226.05», а в 1990 году основал лейбл «Anckarström».
В 2012 году он подвергся жесткой критике за якобы использование пепла жертв Холокоста из лагеря смерти Майданек в живописи. По состоянию на 12 декабря 2012 года Галерея Мартина Брайдера в Лунде исключила картину с выставки.